# Konrad Morawski

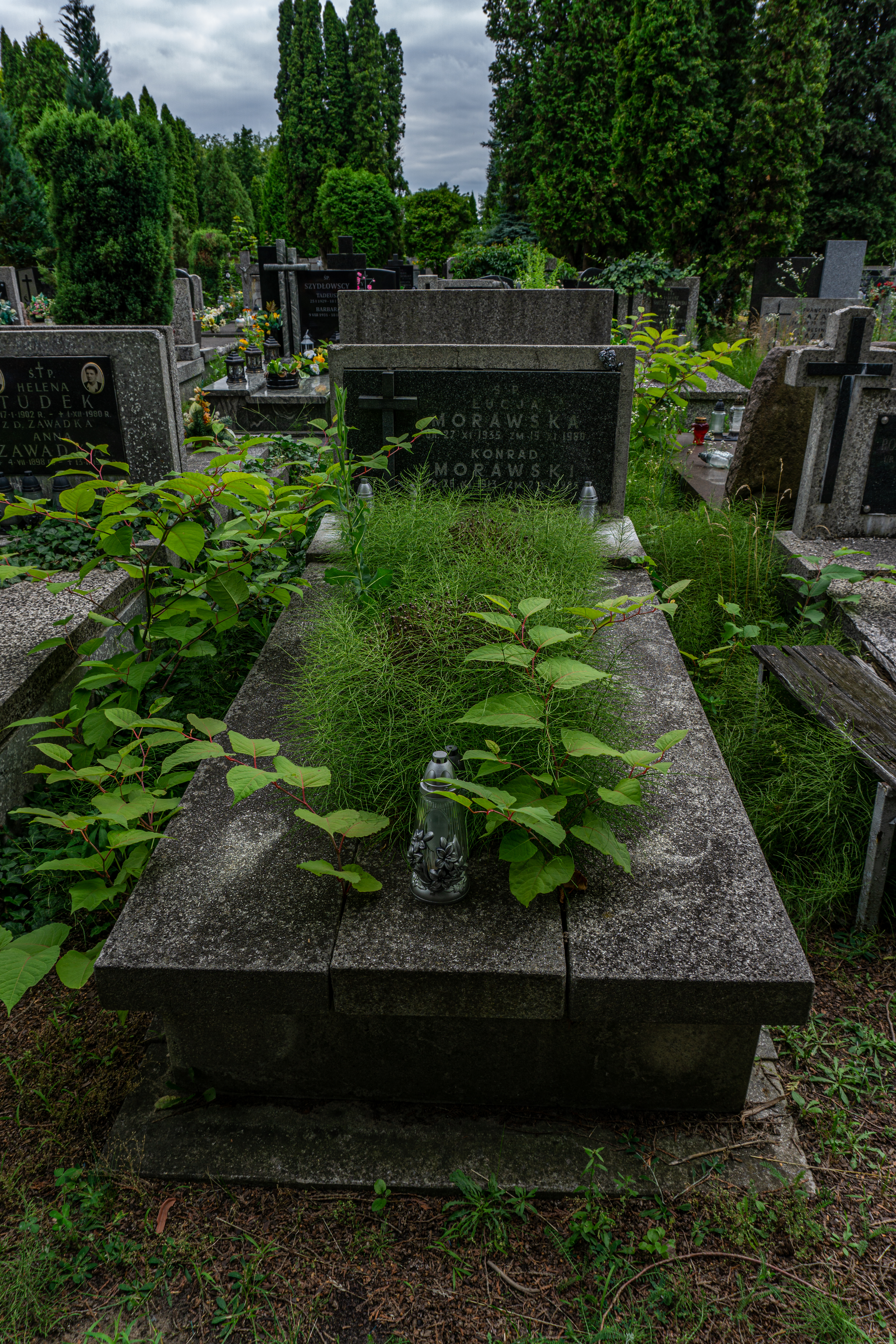
Grób Konrada Morawskiego na cmentarzu komunalnym Północnym w Warszawie

Konrad Zenon Morawski (ur. 26 listopada 1913 w Pruszkowie, zm. 2 listopada 1985 w Warszawie) – polski aktor telewizyjny i teatralny.

## Życiorys
Ukończył w 1932 Kursy Wokalno-Dramatyczne Heleny Hryniewieckiej w Warszawie.
Aktor głównie teatralny, występował na scenach warszawskich teatrów: Miejskich Teatrów Dramatycznych (1945–1948), Rozmaitości (1948–1949), Polskiego (1949–1950, 1951–1955, 1958–1961), Domu Wojska Polskiego (1950–1951), Dramatycznego (1955–1957), Ateneum (1957–1958), Klasycznego (1962–1963), Ludowego (1963–1970), Żydowskiego (1969–1973), Na Woli (1976–1979), a także teatrów: im. Juliusza Osterwy w Gorzowie Wielkopolskim (1960), Rozmaitości we Wrocławiu (1961–1962), Płockiego w Płocku (1974–1976). Od 1949 występował w słuchowiskach Teatru Polskiego Radia, od 1958 w spektaklach Teatru Telewizji. W filmie debiutował rolą Grajka w Szkicach węglem (1962).
19 stycznia 1955 na wniosek Ministra Kultury i Sztuki został odznaczony Medalem 10-lecia Polski Ludowej.
Spoczywa na cmentarzu komunalnym Północnym w Warszawie (kwatera W-III-3-3-17).

## Role filmowe
- 1984: Cień już niedaleko  jako Marian
- 1984: Ceremonia pogrzebowa jako Uczestnik pogrzebu profesora Tarnowskiego
- 1982: Krzyk jako Pensjonariusz
- 1981: Stacja jako Ksiądz
- 1979: Klucznik jako Ojciec Kazimierza
- 1976: Blizna
- 1975: Moja wojna, moja miłość
- 1975: Zwycięstwo jako Ojciec Naroga
- 1974: Wiosna panie sierżancie jako Mieszkaniec Trzebiatowa (niewymieniony w czołówce)
- 1971: Nie lubię poniedziałku jako Magazynier „Maszynohurtu” (niewymieniony w czołówce)
- 1969: Jak rozpętałem drugą wojnę światową jako Matula, zbieracz min
- 1969: Ostatnie dni jako ojciec Naroga
- 1969: W każdą pogodę
- 1967: Szach i mat! jako Spóźniony gość na pokazie gry w szachy (niewymieniony w czołówce)
- 1964: Pierwszy dzień wolności jako Oficer w oflagu (niewymieniony w czołówce)
- 1964: Wilczy bilet jako racjonalizator Pająk
- 1964: Barwy walki (niewymieniony w czołówce)
- 1964: Skąpani w ogniu jako Kogut (niewymieniony w czołówce)
- 1963: Zerwany most
- 1963: Daleka jest droga jako Podoficer w kantynie
- 1962: Mój stary jako Sąsiad Grzelów
- 1962: Szkice węglem jako Grajek

## Role telewizyjne
- 1984: Siedem życzeń  jako Nauczyciel biologii
- 1980: Królowa Bona jako Łaski Jan, prymas Polski (gościnnie)
- 1980: Punkt widzenia jako Bednarski, emerytowany weterynarz, petent z ZUS (gościnnie)
- 1979-1981: Najdłuższa wojna nowoczesnej Europy (gościnnie)
- 1977: Noce i dnie jako Bazyli subiekt w sklepie Michaliny (gościnnie)
- 1976: Polskie drogi jako Tosiek Szczubełek dozorca w kamienicy Niwińskich (gościnnie)
- 1965: Podziemny front jako Ambroży